# Callochiton deshayesi
Callochiton deshayesi är en blötdjursart som beskrevs av Thiele 1909. Callochiton deshayesi ingår i släktet Callochiton och familjen Ischnochitonidae. Inga underarter finns listade i Catalogue of Life.